# Urachi
Urachi (ros. Урахи) – wieś w Rosji, w Dagestanie, w rejonie siergokalińskim. W 2010 liczyła 671 mieszkańców, głównie Dargijczyków.

## Urodzeni
- Buzaj Ibragimow – radziecki zapaśnik.
- Gadżymurad Omarow – azerski zapaśnik.